# Venture Science Fiction
Venture Science Fiction fue una revista pulp estadounidense de ciencia ficción que fundó Fiction House en 1957 y que publicó relatos adscritos a este género durante dos ciclos: 1957-1958 y 1969-1970; constó de diez números durante el primero y otros seis en el segundo. En ambos casos fue puesta en el mercado como revista hermana de The Magazine of Fantasy & Science Fiction; Robert P. Mills editó la versión de la década de 1950 y Edward L. Ferman la segunda etapa. Una versión británica apareció con 28 números entre 1963 y 1965, y reeditó tanto el material del Venture estadounidense como de su revista hermana. También existió una edición australiana que fue idéntica a la británica, aunque publicó con un desfase de dos meses.
La versión original tuvo un éxito moderado, y se la recuerda entre otras cosas por contener la primera publicación de la «Ley de Sturgeon». La línea editorial de esta versión la plasmó su publicador Joseph W. Ferman —padre de Edward Ferman—, en la primera edición; aquí declaró que deseaba historias de acción y aventura bien contadas, aunque la ficción impresa resultante contuvo más sexo y violencia de lo que era habitual en el género de la ciencia ficción en la década de 1950. Esta etapa editorial sucumbió a las malas ventas en menos de dos años.
La segunda versión estadounidense no fue más exitosa que la primera, y aunque contuvo una portada poco atractiva y escasa ficción notable, sí publicó algunos trabajos de buena factura como el primer relato de Vonda McIntyre. A finales de 1970, Venture dejó de publicarse de forma permanente.

## Historia de la publicación
A fines de 1949, Lawrence E. Spivak lanzó The Magazine of Fantasy, una de las tantas revistas nuevas en un campo lleno de títulos relacionados al género; el nombre cambió a The Magazine of Fantasy & Science Fiction —generalmente abreviado como F&SF— en el segundo número, y la nueva revista alcanzó rápidamente éxito e influencia en el campo de la ciencia ficción. Los editores fueron Anthony Boucher y J. Francis McComas, y el redactor jefe fue Robert P. Mills. En 1954, Joseph Ferman, un socio de Spivak, le compró la revista; tras esto, Ferman decidió lanzar una revista hermana a la que llamó Venture Science Fiction.

### Primera etapa: 1957-1958
La primera edición salió a circulación en enero de 1957 y tuvo como editor a Mills, quien además era el redactor jefe de F&SF, cargo que ocupó durante todo el primer ciclo de Venture; poco después, y tras el fin de ésta en julio de 1958, asumió el puesto de editor de F&SF. Ferman presentó la filosofía editorial de la nueva revista en la edición inaugural:

«This first issue of Venture Science Fiction offers, we think, a pretty fair example of the kind of strong stories of action and adventure that future issues will contain ... There will be two prime requisites for Venture stories: In the first place, each must be a well told story, with a beginning, middle and end; in the second place, each must be a strong story—a story with pace, power and excitement».
«Este primer número de Venture Science Fiction ofrece, pensamos, un ejemplo bien razonable del tipo de historias robustas de acción y aventuras que los números futuros contendrán ... Habrá dos requisitos principales para los relatos de Venture: en primer lugar, cada una debe ser una historia bien contada, con un principio, desarrollo y final; en segundo lugar, cada una debe ser una historia robusta con ritmo, poder y emoción».

Ferman buscó aprovechar un nicho en el mercado de revistas adscritas a la ciencia ficción tras la desaparición de Planet Stories, una de las últimas pulps de dicho género que dejó de publicarse a finales de 1955 y que centró sus historias en el género de aventuras, en contraposición con el estilo realista cada vez más popular en la ciencia ficción de la década de 1950. Al idear la revista, el fundador de Venture tuvo la esperanza de combinar las virtudes del estilo pulp fiction melodramático con los valores literarios que fueron claves en el éxito de F&SF; así, el sesgo de la publicación hacia relatos de aventuras y acción condujo hacia historias con relativamente más sexo y violencia que otras presentes en revistas de la competencia, lo que de acuerdo al historiador Mike Ashley, la adelantó a su tiempo quizás en cinco o diez años; entre los exponentes de este enfoque editorial están Affair With A Green Monkey y The Girl Had Guts de Theodore Sturgeon.
| | Ene | Feb | Mar | Abr | May | Jun | Jul | Ago | Sep | Oct | Nov | Dic |
| --- | --- | --- | --- | --- | --- | --- | --- | --- | --- | --- | --- | --- |
| 1957 | 1/1 |     | 1/2 |     | 1/3 |     | 1/4 |     | 1/5 |     | 1/6 |     |
| 1958 | 2/1 |     |     | 2/2 |     | 2/3 |     | 2/4 |     |     |     |     |
| |     |     |     |     |     |     |     |     |     |     |     |     |
| Números de Venture Science Fiction entre 1957 y 1958. Se muestra en formato volumen/número. El editor del primer ciclo fue Robert P. Mills. |     |     |     |     |     |     |     |     |     |     |     |     |

Ed Emshwiller suministró ocho de las diez portadas; hasta antes del lanzamiento de Venture, varias portadas de F&SF eran de su autoría, por lo que su trabajo reforzó la sensación de conexión entre las dos revistas. Emshwiller también contribuyó con ilustraciones interiores en el primer número, pero el artista principal del trabajo de arte interior fue John Giunta con aportes de John Schoenherr, quien además contribuyó con algunos de sus primeros trabajos en varios números posteriores.
Algunos escritores bien conocidos aparecieron durante esta etapa de Venture, entre los que estuvieron Isaac Asimov, Clifford Simak, Marion Zimmer Bradley, Robert Silverberg y Damon Knight. No toda la ficción tuvo una orientación hacia la aventura; por ejemplo, The Comedian's Children de Sturgeon tuvo como eje central una gran teletón y la relación con sus patrocinadores, mientras que All the Colors of the Rainbow de Leigh Brackett lidió con el racismo después que alienígenas iniciaron contacto con la humanidad. Estos y otros ejemplos pueden considerarse como historias de carácter y con temas fuertes, en consonancia con los objetivos establecidos por Ferman en su editorial inaugural. Venture fue también el lugar donde la «Ley de Sturgeon» apareció impresa por primera vez; este adagio es visto usualmente como «el 90% de todo es basura», y Sturgeon la formuló alrededor de 1951, aunque la versión impresa apareció recién en una edición de Venture en marzo de 1958 bajo el título Sturgeon's Revelation.
Un editorial bajo el título Venturings apareció en cada número durante el primer ciclo; después que Ferman la utilizó como plataforma para esgrimir la política editorial de la revista, pasó a manos de Mills, quien usualmente la escribió y ocasionalmente la volcó hacia cartas provenientes de figuras de la ciencia ficción. La última editorial fue en julio de 1958, y contó con un elogio hacia C.M. Kornbluth por Frederik Pohl, y uno hacia Henry Kuttner por Sturgeon; los fallecimientos de Kornbluth y Kuttner eran de reciente data, con una diferencia de dos meses a principios de ese año.
En el número de julio de 1957, Sturgeon comenzó una columna con reseñas de libros que tituló On Hand ... Offhand, y que continuó durante el resto del funcionamiento de la revista; esta fue la primera columna revisora de Sturgeon; una década más tarde, escribió una sección similar en Galaxy Science Fiction. Por otro lado, el número de enero de 1958 vio el primero de una serie de cuatro artículos de divulgación científica escritos por Asimov; los restantes aparecieron consecutivamente en los siguientes tres últimos números de Venture que, tras el fin de la revista, trasladó su publicación a F&SF con el número de noviembre de 1958, y finalmente duró 399 artículos consecutivos; a menudo no se recuerda que ésta comenzó en la revista hermana de F&SF.
Venture mantuvo a una calendarización bimensual fija por diez números, pero su circulación no alcanzó un nivel sostenible por lo que finalizó su publicación a mediados de 1958. El gran número de revistas en competencia probablemente perjudicó las ventas, a pesar de que muchos de ellos no duraron más de dos o tres números, por lo que Venture podría considerarse parcialmente como un éxito.

### Segunda etapa: 1969-1970
| | Ene | Feb | Mar | Abr | May | Jun | Jul | Ago | Sep | Oct | Nov | Dic |
| --- | --- | --- | --- | --- | --- | --- | --- | --- | --- | --- | --- | --- |
| 1969 |     |     |     |     | 3/1 |     |     | 3/2 |     |     | 3/3 |     |
| 1970 |     | 4/1 |     |     | 4/2 |     |     | 4/3 |     |     |     |     |
| |     |     |     |     |     |     |     |     |     |     |     |     |
| Números de Venture Science Fiction entre 1969 y 1970. Se muestra en formato volumen/número. El editor del segundo ciclo fue Edward L. Ferman. |     |     |     |     |     |     |     |     |     |     |     |     |

Aproximadamente diez años después que el primer ciclo cesó, apareció una segunda versión de la revista, nuevamente como compañera de F&SF, aunque con una periodicidad trimestral. El número debut apareció en marzo de 1969, aunque consignó como mes a mayo, y la editó Edward L. Ferman —hijo de Joseph Ferman—, que también realizó la misma labor en F&SF.
A diferencia de lo que ocurrió en la edición de enero de 1957, el primer número no anexó una declaración de intenciones editoriales de esta versión, aunque la política fue clara: debía presentar una novela en cada número. Aunque estas fueron sustancialmente cortas, ocuparon la mayor parte de la revista por lo que otras historias tendieron a ser muy breves; al respecto, se ha sugerido que la revista tendía a parecerse a Satellite Science Fiction en su formato digest. Al igual que en el primer ciclo, el contenido fue de buena calidad, con contribuciones de escritores conocidos. Sin embargo, la revista no tuvo más éxito que en la versión de fines de la década de 1950, por lo que duró solo seis ediciones trimestrales; el último número fue en agosto de 1970.
Entre las novelas condensadas que aparecieron en esta versión de Venture estuvieron Hour of the Horde de Gordon R. Dickson, Plague Ship de Harry Harrison, Star Treasure de Keith Laumer y Beastchild de Dean R. Koontz. La ficción corta incluida tuvo poco impacto, aunque una de las primeras historias de James Tiptree, Jr. cuyo título fue The Snows Are Melted, the Snows Are Gone apareció en 1969, y Breaking Point de Vonda McIntyre salió a publicación en febrero de 1970 —Breaking Point fue la primera ficción que McIntyre publicó, aunque diversos bibliógrafos la han omitido quizás porque consignó como firma a su seudónimo V.N. McIntyre—; además, la revista publicó una historia feghoot de Reginald Bretnor en cada número, y que en conjunto constituyeron una serie de relatos muy breves sobre la base de varios juegos de palabras, y que comenzaron su edición el año anterior en F&SF.
Ron Goulart contribuyó con una columna de reseñas de libros en cada número, y ocasionalmente incluyó alguna crítica cinematográfica. Esta versión de Venture no consideró dentro de sus créditos a los artistas, aunque la mayoría de las portadas llevaron la firma de Bert Tanner, que estuvo inserta en la cabecera como director de arte. El trabajo artístico de Tanner en las portadas fue mucho menos destacado que el de Emshwiller en la primera versión de la revista, y es probable que esto haya tenido un efecto negativo sobre las ventas; se ha comparado el trabajo de Tanner con «dibujos a lápiz superpuestos por un solo color». Tanner también contribuyó bastante en el trabajo de arte interior; otros artistas que pueden identificarse por sus firmas incluyen a Emshwiller, Derek Carter y Bhob Stewart, que ilustró un relato de Tiptree en el número de noviembre de 1969.

### Ediciones británica y australiana
| | Ene | Feb | Mar | Abr | May | Jun | Jul | Ago | Sep | Oct | Nov | Dic |
| --- | --- | --- | --- | --- | --- | --- | --- | --- | --- | --- | --- | --- |
| 1963 |     |     |     |     |     |     |     |     | 1   | 2   | 3   | 4   |
| 1964 | 5   | 6   | 7   | 8   | 9   | 10  | 11  | 12  | 13  | 14  | 15  | 16  |
| 1965 | 17  | 18  | 19  | 20  | 21  | 22  | 23  | 24  | 25  | 26  | 27  | 28  |
| |     |     |     |     |     |     |     |     |     |     |     |     |
| Números de Venture Science Fiction entre 1963 y 1965. Se muestra en formato volumen/número. El editor del primer ciclo fue Ronald R. Wickers. |     |     |     |     |     |     |     |     |     |     |     |     |

En diciembre de 1959, una edición británica de F&SF apareció bajo el sello Atlas Publishing and Distributing Limited, una editorial con sede en Londres y que publicaba una edición británica de Analog —ex Astounding Science Fiction— desde 1939. En 1963 la abolición de las restricciones a la importación significó que Analog podía importarse directamente, y dado que ya no había necesidad de una edición británica, Atlas decidió publicar una nueva revista de ciencia ficción para reemplazarla: Venture Science Fiction, que no solo incluyó dentro de sus relatos varias de las narraciones existentes en la versión estadounidense, sino que demás reimprimió historias presentes en F&SF de la década de 1950, y que eran desconocidas en el Reino Unido. Un año después de su decisión, Atlas decidió abandonar la edición de F&SF; así, el último número apareció en junio de 1964.
La versión británica de Venture comenzó en septiembre de 1963, y funcionó por 28 ediciones numeradas hasta diciembre de 1965; el editor fue Ronald R. Wickers, quien antes de publicar cada número tuvo cuidado de no superponer la selección de historias desde F&SF para la edición de Venture en el Reino Unido con el material ya reimpreso en la edición para el mismo país de F&SF. Los cinco primeros números incluyeron portadas pictóricas, mientras que en las restantes simplemente insertaron una lista con los nombres de los autores; esta presentación poco atractiva, así como la falta de calidad de las ilustraciones interiores, probablemente perjudicaron las ventas. Tras poner fin a la revista, Atlas indicó como razón que fue «debido a la expiración del material disponible», a pesar de que aún existían historias disponibles por imprimir. Es más probable que la verdadera razón fuera que la edición de Estados Unidos de F&SF estaba fácilmente disponible en el Reino Unido, y que la circulación estaba en declive.
Atlas también publicó una edición australiana que fue idéntica a la versión británica, excepto porque la fecha de impresión tuvo una diferencia de dos meses; los números aparecieron entre noviembre de 1963 y febrero de 1966.

## Detalles bibliográficos
Durante la primera versión, Venture tuvo un precio de 35 centavos de dólar estadounidense —o 35¢—, un total de 128 páginas y una calendarización regular cada dos meses, características que estuvieron invariables en todos sus números. La revista partió en enero de 1957 y finalizó con el número de julio de 1958. El primer volumen tuvo seis números, mientras que el segundo cuatro. La segunda etapa comenzó en mayo de 1969 con el volumen 3 número 1, y mantuvo una periodicidad trimestral regular hasta la última edición de agosto de 1970. Cada número tuvo un precio de 60¢, y al igual que su predecesor, tuvo 128 páginas.
Después que la primera edición cesó su publicación, F&SF introdujo la línea «incluyendo Venture Science Fiction» en la cabecera, con el fin de asegurar los derechos de autor sobre el título en manos de la editorial. La línea volvió a aparecer en febrero de 1971, varios meses después del fracaso de la segunda edición, la que cesó finalmente en febrero de 1990.
La edición británica tuvo una numeración correlativa del 1 al 28, sin utilizar ningún número de volumen; su precio fue 2/6 (₤0.121⁄2) hasta el número de julio de 1964, donde el precio pasó a 3/- (₤0.15).